# چک جمال
چک جمال (به انگلیسی: Chak Jamal) یک روستا در پاکستان است که در ناحیه جهلم واقع شده‌است.